# آئورورا بائوتیستا
آئورورا بائوتیستا (اسپانیایی: Aurora Bautista‎؛ ‏ ۱۵ اکتبر ۱۹۲۵ – ۲۷ اوت ۲۰۱۲) بازیگر اهل اسپانیا بود.
از فیلم‌هایی که وی در آن‌ها نقش داشته است، می‌توان به عروسک شیطان، کاروسل حوالی ۱۹۵۰ و بیست هزار دلار برای هفت نفر اشاره نمود.